# Giovanni Battista Carpanetto
Giovanni Battista Carpanetto (Torino, 30 settembre 1863 – Torino, 26 luglio 1928) è stato un pittore e pubblicitario italiano.

## Biografia
Apprendista presso la litografia Doyen di Torino. Studia arte all'Accademia Albertina e successivamente diventa uno degli insegnanti del medesimo istituto.
La sua prima esposizione di pittura è del 1884, alla Mostra Nazionale di Torino, in cui presenta il quadro Confidenze. Altre opere importanti, tutte realizzate alla fine dell'Ottocento, sono: Prime onde grosse, Sogni azzurri, Sul Po presso Torino, Fanfulla, Ortaglie, Conseguenze, Foglie gialle, Tramonto sul Po, Lo specchio al sole, Miraggio, Scampoli,  Critici gentili, Un decaduto, In tempestate securitas e Madre. In particolare è da citare il quadro Suicida, esposto a Venezia nel 1887 e che dette adito a numerose polemiche.
A partire dal 1898, e all'incirca fino al 1906, intraprende l'attività di cartellonista pubblicitario e realizza manifesti per istituzioni pubbliche e importanti aziende piemontesi. Tra i lavori più significativi di questo periodo è possibile citare quelli per Gancia (1895), Fiat (1899) e La Stampa (1899).